# Gladys Knight & the Pips

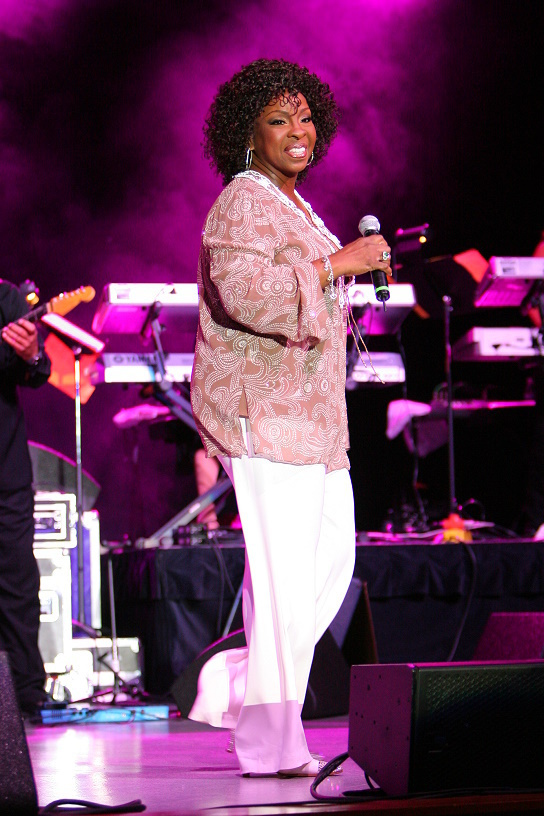
Gladys Knight 2006

Gladys Knight & the Pips var en R&B/soulgrupp från Atlanta i Georgia som var aktiv från 1953 till 1989. De hade en rad hitsinglar mellan 1967 och 1975, bland dem I Heard It Through the Grapevine (1967) och Midnight Train To Georgia (1973).
Gladys Knight & the Pips invaldes 1996 i Rock and Roll Hall of Fame.

## Medlemmar
- Gladys Knight (1953–1962, 1964–1989)
- Merald "Bubba" Knight (1953–1989)
- William Guest (1953–1989)
- Brenda Knight (1953–1959)
- Eleanor Guest (1953–1959)
- Edward Patten (1959–1989)
- Langston George (1959–1962)

## Diskografi
Album
- 1961 - Letter Full of Tears
- 1967 - Everybody Needs Love
- 1968 - Feelin' Bluesy
- 1968 - Silk & Soul
- 1969 - Nitty Gritty
- 1970 - All in a Knight's Work
- 1971 - If I Were Your Woman
- 1971 - Standing Ovation
- 1973 - Imagination
- 1973 - All I need Is Time
- 1973 - Help Me Make It Through the Night
- 1973 - All I need Is Time
- 1973 - It Hurt Me So Bad
- 1973 - Neither One of Us
- 1974 - Claudine
- 1974 - I Feel A Song
- 1975 - 2nd Anniversary
- 1975 - A Little Knight Music
- 1976 - Bless This House
- 1976 - Pipe Dreams
- 1977 - Love Is Always on Your Mind
- 1977 - Still Together
- 1978 - The One and Only
- 1979 - Memories
- 1980 - About Love
- 1980 - That Special Time of Year
- 1981 - Teen Anguish
- 1981 - Touch (Live)
- 1983 - Visions
- 1985 - Life
- 1988 - All Our love
- 1994 - Gladys Night and the Pips
- 1996 - Lost Live Album
- 2002 - The Christmas Album